# Yttre Bergvattensjön
Yttre Bergvattensjön är en sjö i Lycksele kommun i Lappland och ingår i Umeälvens huvudavrinningsområde. Sjön har en area på 0,188 kvadratkilometer och ligger 306,1 meter över havet. Sjön avvattnas av vattendraget Orrträskbäcken.

## Delavrinningsområde
Yttre Bergvattensjön ingår i det delavrinningsområde (721341-161434) som SMHI kallar för Utloppet av Yttre Bergvattensjön. Medelhöjden är 345 meter över havet och ytan är 4,27 kvadratkilometer. Det finns ett avrinningsområde uppströms, och räknas det in blir den ackumulerade arean 16,24 kvadratkilometer. Orrträskbäcken som avvattnar avrinningsområdet har biflödesordning 4, vilket innebär att vattnet flödar genom totalt 4 vattendrag innan det når havet efter 229 kilometer. Avrinningsområdet består mestadels av skog (91 procent). Avrinningsområdet har 0,19 kvadratkilometer vattenytor vilket ger det en sjöprocent på 4,4 procent.